# Liste des médaillées olympiques féminines en cyclisme
Liste des médaillées féminines des épreuves de cyclisme aux Jeux olympiques d'été de 1984 à 2024.

## Programme actuel

### Route

#### Course en ligne individuelle
| Édition                                 | Or                         | Argent                     | Bronze                     |
| --------------------------------------- | -------------------------- | -------------------------- | -------------------------- |
| Los Angeles 1984 résultats détaillés    | Connie Carpenter (USA)     | Rebecca Twigg (USA)        | Sandra Schumacher (FRG)    |
| Séoul 1988 résultats détaillés          | Monique Knol (NED)         | Jutta Niehaus (FRG)        | Laima Zilporytė (URS)      |
| Barcelone 1992 résultats détaillés      | Kathy Watt (AUS)           | Jeannie Longo (FRA)        | Monique Knol (NED)         |
| Atlanta 1996 résultats détaillés        | Jeannie Longo (FRA)        | Imelda Chiappa (ITA)       | Clara Hughes (CAN)         |
| Sydney 2000 résultats détaillés         | Leontien van Moorsel (NED) | Hanka Kupfernagel (GER)    | Diana Žiliūtė (LTU)        |
| Athènes 2004 résultats détaillés        | Sara Carrigan (AUS)        | Judith Arndt (GER)         | Olga Slyusareva (RUS)      |
| Pékin 2008 résultats détaillés          | Nicole Cooke (GBR)         | Emma Johansson (SWE)       | Tatiana Guderzo (ITA)      |
| Londres 2012 résultats détaillés        | Marianne Vos (NED)         | Elizabeth Armitstead (GBR) | Olga Zabelinskaïa (RUS)    |
| Rio de Janeiro 2016 résultats détaillés | Anna van der Breggen (NED) | Emma Johansson (SUE)       | Elisa Longo Borghini (ITA) |
| Tokyo 2020 résultats détaillés          | Anna Kiesenhofer (AUT)     | Annemiek van Vleuten (NED) | Elisa Longo Borghini (ITA) |
| Paris 2024 résultats détaillés          | Kristen Faulkner (USA)     | Marianne Vos (NED)         | Lotte Kopecky (BEL)        |

#### Contre-la-montre individuel
| Édition                                 | Or                         | Argent                  | Bronze                     |
| --------------------------------------- | -------------------------- | ----------------------- | -------------------------- |
| Atlanta 1996 résultats détaillés        | Zulfiya Zabirova (RUS)     | Jeannie Longo (FRA)     | Clara Hughes (CAN)         |
| Sydney 2000 résultats détaillés         | Leontien van Moorsel (NED) | Mari Holden (USA)       | Jeannie Longo (FRA)        |
| Athènes 2004 résultats détaillés        | Leontien van Moorsel (NED) | Dede Barry (USA)        | Karin Thürig (SUI)         |
| Pékin 2008 résultats détaillés          | Kristin Armstrong (USA)    | Emma Pooley (GBR)       | Karin Thürig (SUI)         |
| Londres 2012 résultats détaillés        | Kristin Armstrong (USA)    | Judith Arndt (GER)      | Olga Zabelinskaïa (RUS)    |
| Rio de Janeiro 2016 résultats détaillés | Kristin Armstrong (USA)    | Olga Zabelinskaïa (RUS) | Anna van der Breggen (NED) |
| Tokyo 2020 résultats détaillés          | Annemiek van Vleuten (NED) | Marlen Reusser (SUI)    | Anna van der Breggen (NED) |
| Paris 2024 résultats détaillés          | Grace Brown (AUS)          | Anna Henderson (GBR)    | Chloé Dygert (USA)         |

### Piste

#### Vitesse individuelle
| Édition                                 | Or                       | Argent                     | Bronze                        |
| --------------------------------------- | ------------------------ | -------------------------- | ----------------------------- |
| Séoul 1988 résultats détaillés          | Erika Salumäe (URS)      | Christa Luding (GDR)       | Connie Paraskevin-Young (USA) |
| Barcelone 1992 résultats détaillés      | Erika Salumäe (EST)      | Annett Neumann (GER)       | Ingrid Haringa (NED)          |
| Atlanta 1996 résultats détaillés        | Félicia Ballanger (FRA)  | Michelle Ferris (AUS)      | Ingrid Haringa (NED)          |
| Sydney 2000 résultats détaillés         | Félicia Ballanger (FRA)  | Oksana Grichina (RUS)      | Iryna Yanovych (UKR)          |
| Athènes 2004 résultats détaillés        | Lori-Ann Muenzer (CAN)   | Tamilla Abassova (RUS)     | Anna Meares (AUS)             |
| Pékin 2008 résultats détaillés          | Victoria Pendleton (GBR) | Anna Meares (AUS)          | Guo Shuang (CHN)              |
| Londres 2012 résultats détaillés        | Anna Meares (AUS)        | Victoria Pendleton (GBR)   | Guo Shuang (CHN)              |
| Rio de Janeiro 2016 résultats détaillés | Kristina Vogel (GER)     | Rebecca James (GBR)        | Katy Marchant (GBR)           |
| Tokyo 2020 résultats détaillés          | Kelsey Mitchell (CAN)    | Olena Starikova (UKR)      | Lee Wai-sze (HKG)             |
| Paris 2024 résultats détaillés          | Ellesse Andrews (NZL)    | Lea Sophie Friedrich (GER) | Emma Finucane (GBR)           |

#### Vitesse par équipes
| Édition                                 | Or                                                          | Argent                                                       | Bronze                                                     |
| --------------------------------------- | ----------------------------------------------------------- | ------------------------------------------------------------ | ---------------------------------------------------------- |
| Londres 2012 résultats détaillés        | Allemagne Kristina Vogel Miriam Welte                       | Chine Gong Jinjie Guo Shuang                                 | Australie Kaarle McCulloch Anna Meares                     |
| Rio de Janeiro 2016 résultats détaillés | Chine Gong Jinjie Zhong Tianshi                             | Russie Daria Shmeleva Anastasia Voynova                      | Allemagne Miriam Welte Kristina Vogel                      |
| Tokyo 2020 résultats détaillés          | Chine Bao Shanju Zhong Tianshi                              | Allemagne Lea Sophie Friedrich Emma Hinze                    | ROC Daria Shmeleva Anastasiia Voinova                      |
| Paris 2024 résultats détaillés          | Grande-Bretagne Katy Marchant Sophie Capewell Emma Finucane | Nouvelle-Zélande Rebecca Petch Shaane Fulton Ellesse Andrews | Allemagne Pauline Grabosch Emma Hinze Lea Sophie Friedrich |

#### Keirin
| Édition                                 | Or                        | Argent                  | Bronze                |
| --------------------------------------- | ------------------------- | ----------------------- | --------------------- |
| Londres 2012 résultats détaillés        | Victoria Pendleton (GBR)  | Guo Shuang (CHN)        | Lee Wai-sze (HKG)     |
| Rio de Janeiro 2016 résultats détaillés | Elis Ligtlee (NED)        | Rebecca James (GBR)     | Anna Meares (AUS)     |
| Tokyo 2020 résultats détaillés          | Shanne Braspennincx (NED) | Ellesse Andrews (NZL)   | Lauriane Genest (CAN) |
| Paris 2024 résultats détaillés          | Ellesse Andrews (NZL)     | Hetty van de Wouw (NED) | Emma Finucane (GBR)   |

#### Poursuite par équipes
| Édition                                 | Or                                                                       | Argent                                                                            | Bronze                                                                             |
| --------------------------------------- | ------------------------------------------------------------------------ | --------------------------------------------------------------------------------- | ---------------------------------------------------------------------------------- |
| Londres 2012 résultats détaillés        | Grande-Bretagne Danielle King Laura Kenny Joanna Rowsell                 | États-Unis Sarah Hammer Dotsie Bausch Lauren Tamayo Jennie Reed (q)               | Canada Tara Whitten Gillian Carleton Jasmin Glaesser                               |
| Rio de Janeiro 2016 résultats détaillés | Grande-Bretagne Katie Archibald Laura Kenny Elinor Barker Joanna Rowsell | États-Unis Sarah Hammer Kelly Catlin Chloe Dygert Jennifer Valente                | Canada Allison Beveridge Jasmin Glaesser Kirsti Lay Georgia Simmerling Laura Brown |
| Tokyo 2020 résultats détaillés          | Allemagne Franziska Brauße Lisa Brennauer Lisa Klein Mieke Kroeger       | Grande-Bretagne Katie Archibald Laura Kenny Neah Evans Josie Knight Elinor Barker | États-Unis Megan Jastrab Jennifer Valente Chloe Dygert Emma White Lily Williams    |
| Paris 2024 résultats détaillés          | États-Unis Jennifer Valente Lily Williams Chloé Dygert Kristen Faulkner  | Nouvelle-Zélande Ally Wollaston Bryony Botha Emily Shearman Nicole Shields        | Grande-Bretagne Elinor Barker Josie Knight Anna Morris Jessica Roberts             |

#### Omnium
| Édition                                 | Or                     | Argent              | Bronze                  |
| --------------------------------------- | ---------------------- | ------------------- | ----------------------- |
| Londres 2012 résultats détaillés        | Laura Kenny (GBR)      | Sarah Hammer (USA)  | Annette Edmondson (AUS) |
| Rio de Janeiro 2016 résultats détaillés | Laura Kenny (GBR)      | Sarah Hammer (USA)  | Jolien D'Hoore (BEL)    |
| Tokyo 2020 résultats détaillés          | Jennifer Valente (USA) | Yumi Kajihara (JPN) | Kirsten Wild (NED)      |
| Paris 2024 résultats détaillés          | Jennifer Valente (USA) | Daria Pikulik (POL) | Ally Wollaston (NZL)    |

#### Course à l'américaine
| Édition                        | Or                                          | Argent                                   | Bronze                                     |
| ------------------------------ | ------------------------------------------- | ---------------------------------------- | ------------------------------------------ |
| Tokyo 2020 résultats détaillés | Grande-Bretagne Katie Archibald Laura Kenny | Danemark Amalie Dideriksen Julie Leth    | ROC Gulnaz Khatuntseva Maria Novolodskaya  |
| Paris 2024 résultats détaillés | Italie Vittoria Guazzini Chiara Consonni    | Grande-Bretagne Elinor Barker Neah Evans | Pays-Bas Maike van der Duin Lisa van Belle |

### VTT
| Édition                          | Or                           | Argent                     | Bronze                  |
| -------------------------------- | ---------------------------- | -------------------------- | ----------------------- |
| Atlanta 1996 résultats détaillés | Paola Pezzo (ITA)            | Alison Sydor (CAN)         | Susan DeMattei (USA)    |
| Sydney 2000 résultats détaillés  | Paola Pezzo (ITA)            | Barbara Blatter (SUI)      | Margarita Fullana (ESP) |
| Athènes 2004 résultats détaillés | Gunn-Rita Dahle (NOR)        | Marie-Hélène Prémont (CAN) | Sabine Spitz (GER)      |
| Pékin 2008 résultats détaillés   | Sabine Spitz (GER)           | Maja Włoszczowska (POL)    | Irina Kalentieva (RUS)  |
| Londres 2012 résultats détaillés | Julie Bresset (FRA)          | Sabine Spitz (GER)         | Georgia Gould (USA)     |
| Rio 2016 résultats détaillés     | Jenny Rissveds (SWE)         | Maja Włoszczowska (POL)    | Catharine Pendrel (CAN) |
| Tokyo 2020 résultats détaillés   | Jolanda Neff (SUI)           | Sina Frei (SUI)            | Linda Indergand (SUI)   |
| Paris 2024 résultats détaillés   | Pauline Ferrand-Prévot (FRA) | Haley Batten (USA)         | Jenny Rissveds (SWE)    |

### BMX

#### Freestyle
| Édition                        | Or                          | Argent               | Bronze                |
| ------------------------------ | --------------------------- | -------------------- | --------------------- |
| Tokyo 2020 résultats détaillés | Charlotte Worthington (GBR) | Hannah Roberts (USA) | Nikita Ducarroz (SUI) |
| Paris 2024 résultats détaillés | Deng Yawen (CHN)            | Perris Benegas (USA) | Natalya Diehm (AUS)   |

#### Racing
| Édition                          | Or                           | Argent                      | Bronze                  |
| -------------------------------- | ---------------------------- | --------------------------- | ----------------------- |
| Pékin 2008 résultats détaillés   | Anne-Caroline Chausson (FRA) | Laëtitia Le Corguillé (FRA) | Jill Kintner (USA)      |
| Londres 2012 résultats détaillés | Mariana Pajón (COL)          | Sarah Walker (NZL)          | Laura Smulders (NED)    |
| Rio 2016 résultats détaillés     | Mariana Pajon (COL)          | Alise Post (USA)            | Stefany Hernandez (VEN) |
| Tokyo 2020 résultats détaillés   | Beth Shriever (GBR)          | Mariana Pajón (COL)         | Merel Smulders (NED)    |
| Paris 2024 résultats détaillés   | Saya Sakakibara (AUS)        | Manon Veenstra (NED)        | Zoé Claessens (SUI)     |

## Anciennes épreuves

### Piste

#### Poursuite individuelle
Cette épreuve ne figure plus au programme des Jeux olympiques à partir de 2012.
| Édition                            | Or                         | Argent                  | Bronze                     |
| ---------------------------------- | -------------------------- | ----------------------- | -------------------------- |
| Barcelone 1992 résultats détaillés | Petra Rossner (GER)        | Kathy Watt (AUS)        | Rebecca Twigg (USA)        |
| Atlanta 1996 résultats détaillés   | Antonella Bellutti (ITA)   | Marion Clignet (FRA)    | Judith Arndt (GER)         |
| Sydney 2000 résultats détaillés    | Leontien van Moorsel (NED) | Marion Clignet (FRA)    | Yvonne McGregor (GBR)      |
| Athènes 2004 résultats détaillés   | Sarah Ulmer (NZL)          | Katie Mactier (AUS)     | Leontien van Moorsel (NED) |
| Pékin 2008 résultats détaillés     | Rebecca Romero (GBR)       | Wendy Houvenaghel (GBR) | Lesya Kalitovska (UKR)     |

#### Course aux points
Cette épreuve ne figure plus au programme des Jeux olympiques à partir de 2012.
| Édition                          | Or                          | Argent                     | Bronze                   |
| -------------------------------- | --------------------------- | -------------------------- | ------------------------ |
| Atlanta 1996 résultats détaillés | Nathalie Even-Lancien (FRA) | Ingrid Haringa (NED)       | Lucy Tyler-Sharman (AUS) |
| Sydney 2000 résultats détaillés  | Antonella Bellutti (ITA)    | Leontien van Moorsel (NED) | Olga Slyusareva (RUS)    |
| Athènes 2004 résultats détaillés | Olga Slyusareva (RUS)       | Belem Guerrero (MEX)       | María Luisa Calle (COL)  |
| Pékin 2008 résultats détaillés   | Marianne Vos (NED)          | Yoanka González (CUB)      | Leire Olaberría (ESP)    |

#### 500 mètres contre-la-montre
Cette épreuve ne figure plus au programme des Jeux olympiques à partir de 2008.
| Édition                          | Or                      | Argent                | Bronze                     |
| -------------------------------- | ----------------------- | --------------------- | -------------------------- |
| Sydney 2000 résultats détaillés  | Félicia Ballanger (FRA) | Michelle Ferris (AUS) | Jiang Cuihua (CHN)         |
| Athènes 2004 résultats détaillés | Anna Meares (AUS)       | Jiang Yonghua (CHN)   | Natallia Tsylinskaya (BLR) |

## Tableau des médailles
| Rang  | Nation               | Or | Argent | Bronze | Total |
| ----- | -------------------- | -- | ------ | ------ | ----- |
| 1     | Grande-Bretagne      | 12 | 9      | 5      | 26    |
| 2     | Pays-Bas             | 11 | 6      | 10     | 27    |
| 3     | États-Unis           | 8  | 11     | 7      | 26    |
| 4     | France               | 8  | 5      | 1      | 14    |
| 5     | Australie            | 6  | 5      | 6      | 17    |
| 6     | Allemagne            | 5  | 7      | 4      | 16    |
| 7     | Italie               | 5  | 1      | 3      | 9     |
| 8     | Nouvelle-Zélande     | 3  | 4      | 1      | 8     |
| 9     | Chine                | 3  | 3      | 3      | 9     |
| 10    | Russie               | 2  | 4      | 7      | 13    |
| 11    | Canada               | 2  | 2      | 6      | 10    |
| 12    | Colombie             | 2  | 1      | 1      | 4     |
| 13    | Suisse               | 1  | 3      | 4      | 8     |
| 14    | Suède                | 1  | 2      | 1      | 4     |
| 15    | Union soviétique     | 1  | 0      | 1      | 2     |
| 16    | Autriche             | 1  | 0      | 0      | 1     |
| 16    | Estonie              | 1  | 0      | 0      | 1     |
| 16    | Norvège              | 1  | 0      | 0      | 1     |
| 19    | Pologne              | 0  | 3      | 0      | 3     |
| 20    | Ukraine              | 0  | 1      | 2      | 3     |
| 21    | Allemagne de l'Ouest | 0  | 1      | 1      | 2     |
| 22    | Cuba                 | 0  | 1      | 0      | 1     |
| 22    | Allemagne de l'Est   | 0  | 1      | 0      | 1     |
| 22    | Danemark             | 0  | 1      | 0      | 1     |
| 22    | Japon                | 0  | 1      | 0      | 1     |
| 22    | Mexique              | 0  | 1      | 0      | 1     |
| 27    | Espagne              | 0  | 0      | 2      | 2     |
| 27    | Hong Kong            | 0  | 0      | 2      | 2     |
| 27    | Belgique             | 0  | 0      | 2      | 2     |
| 30    | Biélorussie          | 0  | 0      | 1      | 1     |
| 30    | Lituanie             | 0  | 0      | 1      | 1     |
| 30    | Suisse               | 0  | 0      | 1      | 1     |
| 30    | Venezuela            | 0  | 0      | 1      | 1     |
| Total | Total                | 73 | 73     | 73     | 219   |

## Sources
- Comité international olympique